# Bruchophagus mongolicus
Bruchophagus mongolicus är en stekelart som beskrevs av Fan och Yin-Xia Liao 1991. Bruchophagus mongolicus ingår i släktet Bruchophagus och familjen kragglanssteklar. Inga underarter finns listade.